# Fantasmi a Roma
Fantasmi a Roma («Fantasmas de Roma» en italiano) es una película de comedia italiana de 1961 dirigida por Antonio Pietrangeli. Fue lanzada en el mercado anglosajón como Ghosts of Rome o The Phantom Lovers.

## Argumento
El conde di Roviano se niega a vender su palacio a un promotor inmobiliario, a pesar de no tener dinero. La razón es que vive con unos fantasmas: Ronaldo, un mujeriego; Bartolomé, un fraile; Flora, una mujer muerta de amor; y un niño de cinco años.
El calentador de agua del palacio explota y mata al conde, y se une a los fantasmas. Su sobrino Federico hereda el castillo y se muda con su novia Eileen, con la intención de venderlo. Los fantasmas llaman a un amigo artista, Caparra, e intentan que termine una pintura para que el castillo sea declarado monumento nacional, y así el edificio no sea vendido y puedan permanecer en él.

## Reparto
- Marcello Mastroianni - Reginaldo / Federico di Roviano / Gino.
- Vittorio Gassman - Caparra.
- Belinda Lee - Eileen.
- Sandra Milo - Doña Flora.
- Eduardo De Filippo - Don Annibale, Príncipe de Roviano.
- Claudio Gora - Ing. Telladi.
- Tino Buazzelli - Padre Bartolomeo.
- Franca Marzi - Nella.
- Ida Galli - Carla.
- Lilla Brignone - Regina.
- Claudio Catania - Poldino.
- Michele Riccardini - Antonio, sastre y portero.
- Enzo Cerusico - Admirador.
- Luciana Gilli - Chica en el parque (como Gloria Gilli).
- Enzo Maggio - Fricandó.
- Graziella Galvani - Profesora de matemáticas.

## Recepción
Una reseña la llamó «una pequeña fantasía romana alegre». The Spectator la llamó «una sorpresa alegre».
El Monthly Film Bulletin la calificó como una «comedia inofensiva que tiene un tema demasiado leve y demasiado escaso para ser algo más que tedioso cuando se trata con tanta extensión».
Sight and Sound la llamó «una fantasía frágil». Filmink la llamó «entretenida».